# Maryan Žurek

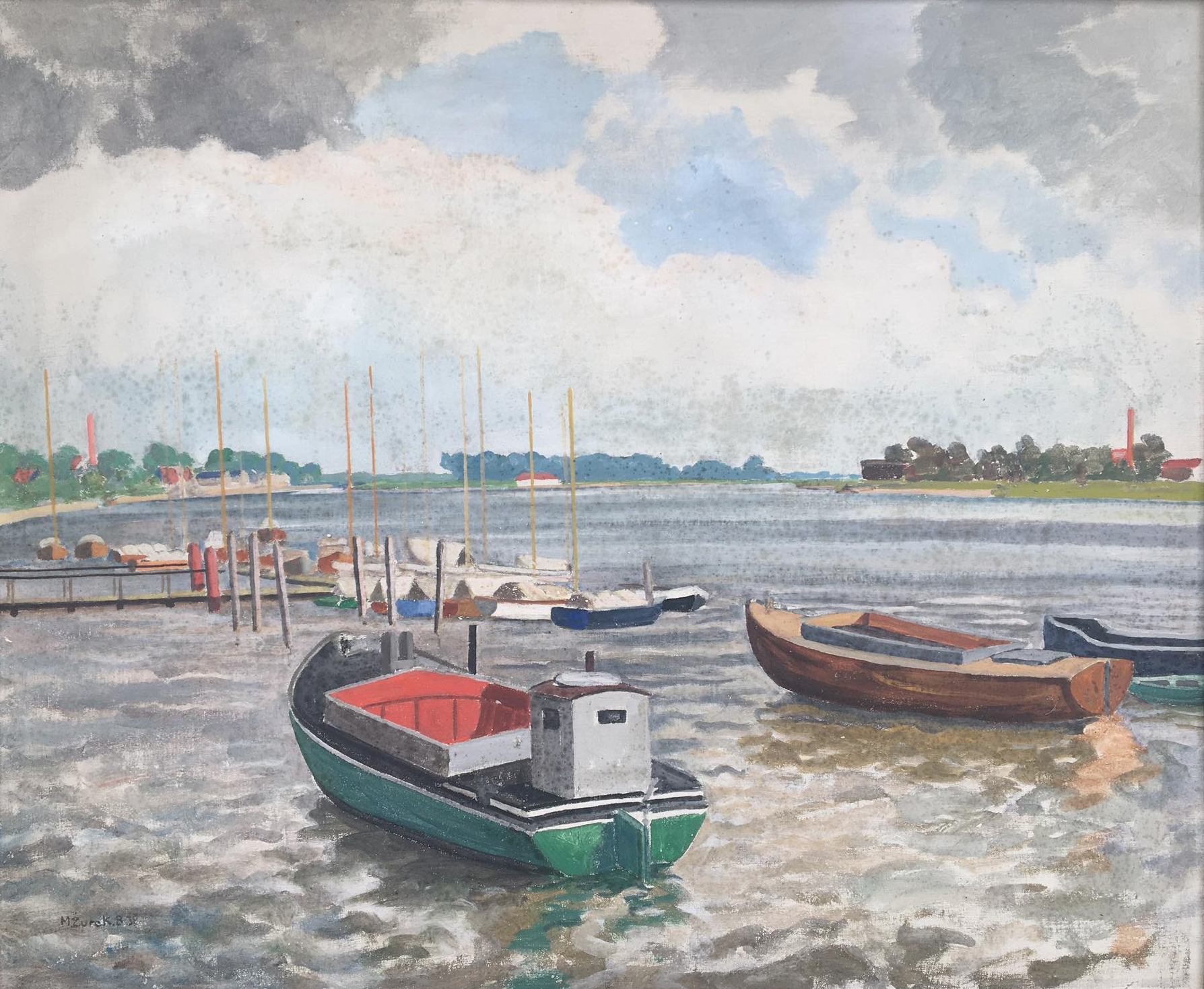
Uferlandschaft von Maryan Zurek, dat. 1938

Maryan Žurek (* 24. November 1889 in Magdeburg als Marianus Joseph Stanislaus Ambrosius Žurek; † 20. September 1943 in Worphausen) war ein deutscher Maler und Bildhauer.

## Leben
Žurek wurde 1889 als Sohn des Druckereibesitzers Josef Zacharias Žurek und dessen Ehefrau Agathe Alwine Alma geborene Kappmeyer geboren. Das Elternhaus war katholisch. Die Familie wohnte 1889 in der Kaiserstraße 39 (heute Otto-von-Guericke-Straße). Er studierte an der Kunstgewerbeschule Magdeburg bei Hermann Knackfuß und an der Akademie in Kassel bei C. Wünnenberg.
Am 5. Juni 1919 ehelichte er in Magdeburg die Konzertsängerin Gertrud Žurek-Dippner (1893–1979). Diese Ehe wurde durch das am 22. März 1931 rechtskräftig gewordene Urteil des Landgerichts Magdeburg geschieden.
Seine zweite Frau Charlotte Žurek-Schenk (1910–1971) war Malerin in Worpswede.

## Werkauswahl

### Bilder / Gemälde
- Schierke – Wandbild im Goethehaus

### Denkmäler
- Hasserode – Kriegerdenkmal 1914–1918
- Schartau – Kriegerdenkmal 1914–1918
- Wernigerode – Kriegerdenkmal 1914–1918
- Gedenkstein für die Gefallenen der Wilhelma-Versicherung, Magdeburg, 1920